# Geolycosa lindneri
Geolycosa lindneri là một loài nhện trong họ Lycosidae.
Loài này thuộc chi Geolycosa. Geolycosa lindneri được Ferdinand Karsch miêu tả năm 1879.